# It's Carnival Time
 (décembre 2020).

It’s Carnival Time est une chanson écrite par Ben Weisman et Sid Wayne et interprétée par Elvis Presley en 1964, dans le film Roustabout (L’Homme à tout faire). Elle a été enregistrée en deux parties le 2 mars 1964 au studio Radio Recorders, à Hollywood : on a d’abord enregistré la trame musicale, qui est la prise #2, puis la voix du chanteur a été ajouté la même journée (prise #9). La chanson a paru sur l’album Roustabout, sorti le 20 octobre de la même année. La version du film est différente de celle que l’on entend sur l’album.
La mélodie et les arrangements utilisés pour la chanson sont inspirés par la musique de cirque. Les paroles parlent du monde forain et est un appel pour se laisser charmer par l’atmosphère carnavalesque. Le chanteur invite les enfants «de huit à quatre-vingts ans» à prendre part à la fête, à consommer du pop-corn, arachides et barbe à papa, et à acheter un billet. Le thème est sensiblement le même que celui de la chanson Carny Town, qui suit It’s Carnival Time sur l’album.